# Cyclone Enawo
Le cyclone Enawo est le plus puissant cyclone tropical à toucher Madagascar depuis Gafilo en 2004. D'abord tempête tropicale modérée le 3 mars, Enawo dérive initialement et s'intensifie lentement. Il se renforce le 5 mars, devenant un cyclone tropical, puis davantage le 6 mars. Enawo aborde Madagascar par la région Sava le 7 mars, juste après avoir atteint son pic d'intensité, il prend une direction sud et disparaît le 13 mars.

## Évolution météorologique
Moins d'un mois après le passage de la tempête Carlos, un creux de mousson apparaît à la fin du mois de février à l'ouest de l'île de Diego Garcia et devient persistant grâce à l'intensification de l'oscillation de Madden-Julian sur l'Océan Indien. Le 2 mars, une zone de perturbations météorologiques s'est formée au sein du creux bien qu'initialement, il était difficile d'en définir le centre. Plus tard, le Joint Typhoon Warning Center (JTWC) a émis une alerte de formation cyclonique lors de l'amélioration de la structure de bas niveau et des conditions environnementales. 
Seulement six heures après, le système se retrouva à environ 820 km au nord de l'île Maurice, en se renforçant en perturbation tropicale. Météo-France la reclasse en tempête tropicale à 6 h UTC, le 3 mars, lui donnant le nom d’Enawo, suggéré par le Service météorologique de l'île Maurice, en raison des données récentes du diffusomètre du satellite ASCAT-B suggérant de forts vents,. Le JTWC a également commencé à émettre des alertes cycloniques concernant Enawo. Dans l'après-midi, Enawo commença à ralentir significativement avec l'affaiblissement de la crête subtropicale et se dirigea vers le sud. En raison d'un cisaillement vertical des vents d'est, le centre se situait dans la partie est de la région de convection atmosphérique profonde.
Enawo devint une forte tempête tropicale autour de 18 h UTC le 4 mars, montrant un impressionnant centre associé à des nuages au sommet très froid. Le JTWC a quant à lui indiqué une équivalence de catégorie 1 sur l'échelle de Saffir-Simpson. Météo-France révisa l'intensité d’Enawo comme celle d'un cyclone tropical à 6 h UTC le 5 mars, après la reprise vers l'ouest à l'ouest-sud-ouest de la crête subtropicale au milieu de la troposphère au sud de Madagascar. 
Enawo forma ensuite un œil irrégulier grâce à des conditions favorables d'un forte diffluence à haute altitude, d'un plus faible cisaillement vertical du vent et des chaude températures de surface de la mer. Cependant, la phase de renforcement fut interrompue pendant une demi-journée en raison d'un possible cycle de remplacement de l’œil. Enawo s'est ensuite intensifié et développa un œil bien défini par satellite à la fois dans le spectre visible et dans l'imagerie micro-ondes, incitant Météo-France à mettre à jour ses prévisions et ainsi qualifier Enawo d'intense cyclone tropical à 12 h UTC. Le JTWC signala qu’Enawo était devenu un cyclone de catégorie 4 à 18 h UTC, avec des vents soutenus maximaux de 230 km/h mesurés sur une minute.  
Tôt le 7 mars, le sommet des nuages se refroidit à nouveau autour de l'œil, en dépit de la fluctuation de l'apparence de ce dernier. Enawo atteignit son pic d'intensité à 6 h UTC, avec de très forts vents soufflant à 205 km/h pendant dix minutes et une pression centrale de 925 hPa. Peu de temps après, Enawo toucha la côte entre Antalaha et Sambava, dans la région Sava, à Madagascar autour de 9 h 30 UTC (12 h 30 EAT), devenant ainsi le plus fort cyclone à toucher le pays depuis Gafilo en 2004.
Le cyclone a commencé à s'affaiblir rapidement en raison de l'interaction avec les terres de l'œil chargé de nuages et du réchauffement de la cime de nuages. Le JTWC a également émis plus tard un dernier avertissement concernant son déplacement dans les terres. Après avoir été reclassé comme dépression tropicale sur terre dans la matinée du 8 mars et avoir pénétré à l'intérieur du pays, il a commencé à accélérer vers le sud le lendemain. Sa trajectoire suivit la circulation de la crête de mi-troposphère qui s'affaiblissait et la convection profonde s'éloigna du centre mal défini du système.
Pendant ce temps, des vents violents persistèrent sur la côte est de Madagascar tant que le cyclone resta à l'intérieur des terres. Enawo émergea finalement dans l'océan Indien le 9 mars en fin de journée, considéré comme une dépression post-tropicale par Météo-France en raison de sa forme asymétrique et de sa faible profondeur. Toutefois, le JTWC recommença à émettre des avertissements cyclonique concernant Enawo en raison d'un cœur d'air chaud anormal de 2,0 °C constaté à 10 km d'altitude au-dessus du centre.

## Préparatifs

### Madagascar
Lorsqu'Enawo devient un cyclone tropical intense, Météo-France lance une alerte à propos de cette importante tempête menaçant la baie d'Antongil d'une surcote pouvant atteindre 3 à 4 m à Maroantsetra et proche d'un mètre au sud d'Antalaha et à Antanambe, déclarant que la tempête était devenue « très dangereuse ». En conséquence, Météo Madagascar a émis une alerte rouge concernant plusieurs régions potentiellement touchées par la tempête.
Le Bureau National de gestion des risques et désastres a conseillé l'évacuation des zones de basse altitude et l'acquisition par avance de fournitures essentielles. Le centre régional de la Croix-Rouge Internationale de La Piroi se tint prêt à intervenir si le gouvernement en faisait la demande.

### La Réunion
Bien que le cyclone ne devrait pas avoir d'effets directs à La Réunion, une pré-alerte cyclonique fut lancé pour la partie nord de l'île en raison de l'onde de tempête pouvant atteindre de 2,5 à 5 mètres.

## Impacts
Enawo a abordé les terres à mi-chemin entre les villes de Sambava et Antalaha comme cyclone tropical intense à environ 8 h UTC (11 h heure locale), le 7 mars. Dans le district de Maroantsetra, les glissements de terrain et les vents violents furent à l'origine de nombreux dégâts touchant les infrastructures. Cinq cents personnes se retrouvèrent également sinistrées.
Le 8 mars, trois décès furent signalés à travers le pays, parmi lesquels deux enfants. Les trois victimes sont mortes dans un glissement de terrain à Maroantsetra. En outre, au moins six personnes furent blessées,.
Le 9 mars, le nombre de victimes s'élevait à au moins cinq morts et sept blessés. Toutefois, une mise à jour du lendemain voit le bilan s'alourdir sévèrement, faisant état de 38 morts, ainsi que de 53 000 sinistrés. Au 12 mars, le bilan s'aggrave encore : on dénombre au moins 50 morts et plus de 176 000 sinistrés,. En date du 13 mars, on compte près de 300 000 sinistrés.

## Épilogue
Enawo disparaît le 13 mars et Fernando (988 hPa) lui succède jusqu'au 15 mars,.